# Labeo nigripinnis
Labeo nigripinnis är en fiskart som beskrevs av Day, 1877. Labeo nigripinnis ingår i släktet Labeo och familjen karpfiskar. Inga underarter finns listade i Catalogue of Life.